# تپه قاراکسک
تپه قاراکسک مربوط به دوره اشکانیان است و در شهرستان مشگین‌شهر، بخش مرادلو، دهستان اشرق غربی، روستای قشلاق قاراکسک واقع شده و این اثر در تاریخ ۱۵ دی ۱۳۸۷ با شمارهٔ ثبت ۲۳۹۹۸ به‌عنوان یکی از آثار ملی ایران به ثبت رسیده است.